# Peder Olofsson (bildhuggare)

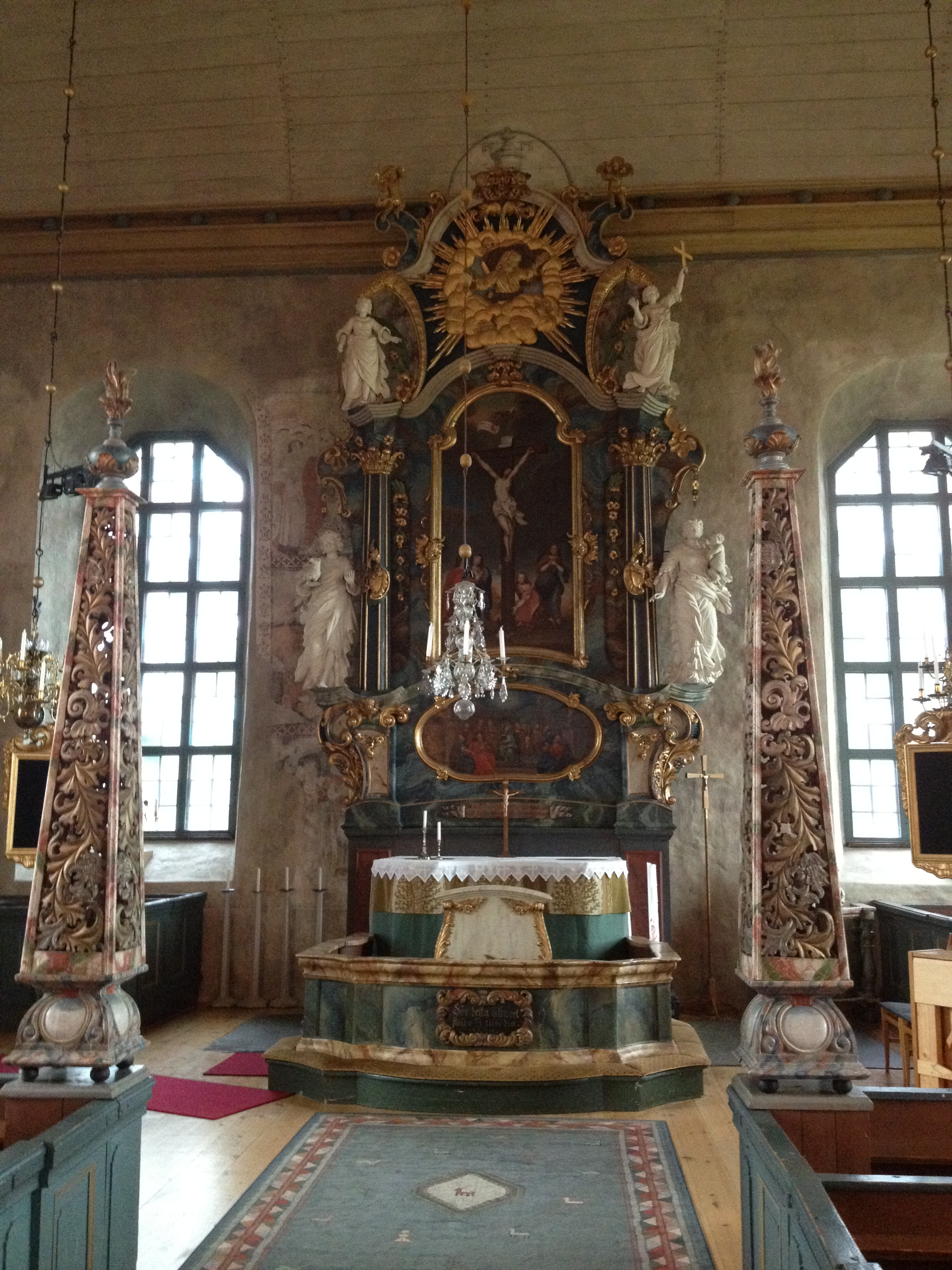
Altarskåpet i Ovikens gamla kyrka, utfört av Peder Olofsson.

Peder Olofsson var en svensk bildhuggare, verksam i mitten av 1600-talet.
Peder Olofsson antas härstamma från Kämsta i Hälsingland. Han omnämns första gången i Järvsö kyrkas räkenskaper 1643 då han utförde evangelistbilder till den nya predikstolen. I Delsbo kyrkas räkenskaper kan man utläsa att han 1646 erhöll förskott på ett större arbete med kyrkan predikstol som slutfördes 1647. Vid kyrkans brand 1740 förstördes delar av predikstolen men resterna finns bevarade i kyrkans klockstapel. Liksom de  flesta norrländska allmogekonstnärer på 1600-talet hämtade man motiven från den medeltida religiösa konst som fanns bevarad i de lokala kyrkorna. Hans snideri av figurer har en grov naiv form som avslöjar hans brist på utbildning. På goda grunder tillskriver man honom det altarskåp som finns i Ovikens kyrka i Jämtland. Det räknas som hans främsta arbete, som förebild har han använt ett sengotiskt Antwerpenaltarskåp son finns i Ljusdals kyrka i Hälsingland. Kompositionen av detaljerna är något förenklade och storleken något förminskad men i huvuddrag överensstämmer det med förlagan. I Ljusdals kyrkas räkenskaper förekommer Peder Olofsson 1646 då han erhåller betalning för en predikstol han tillverkat men den finns ej bevarad däremot finns predikstolen i grannförsamlingen Färila kyrka bevarad. Han finns även omnämnd i räkenskaperna för Norrala kyrka där han utförde  predikstolshimlen samt I Alfta kyrkas inventariebok med en predikstol från 1657. Troligen har han utfört arbeten i andra kyrkor som kan uppdagas genom forskning i kyrkornas räkenskaper.